# NGC 3862
NGC 3862  o 3C 264 o 3C 264 (B 1142+198), è una galassia ellittica che fa parte dell'ammasso di galassie Abell 1367, anche noto come Ammasso del Leone. Fu scoperta il 27 aprile 1785 da William Herschel.
È considerata la sesta più brillante galassia tra quelle attive dell'ammasso, i cui getti sono individuabili anche nella luce visibile a causa della presenza al centro di una luminosa sorgente di raggi X e onde radio.
NGC 3862 è stata ampiamente studiata nel corso degli scorsi decenni (1992, 1994, 1996, 2002), mettendo in evidenza la presenza di un jet di particelle originantesi dal nucleo galattico, che si estende per una lunghezza di 750 anni luce, apparendo nettamente più luminoso nello studio nella banda dell'ultravioletto, il che risulta piuttosto inusuale.
Nel 2014 sono state riprese nuove immagini ad alta risoluzione dal telescopio Hubble e confrontate con i dati precedentemente acquisiti. In particolare si è potuto rilevare che all'interno del getto, emesso dal centro galattico, parte della materia si aggrega in forma di “grumi” di plasma che, viaggiando a diverse velocità, finiscono per scontrarsi generando un'onda d'urto. Un fenomeno simile non era mai stato osservato e le immagini rilevate a distanza di anni lo hanno messo chiaramente in evidenza.

NGC 3862 ha una compagna, la galassia ellittica o lenticolare IC 2955, che si trova ad una distanza di circa 72000 anni luce.

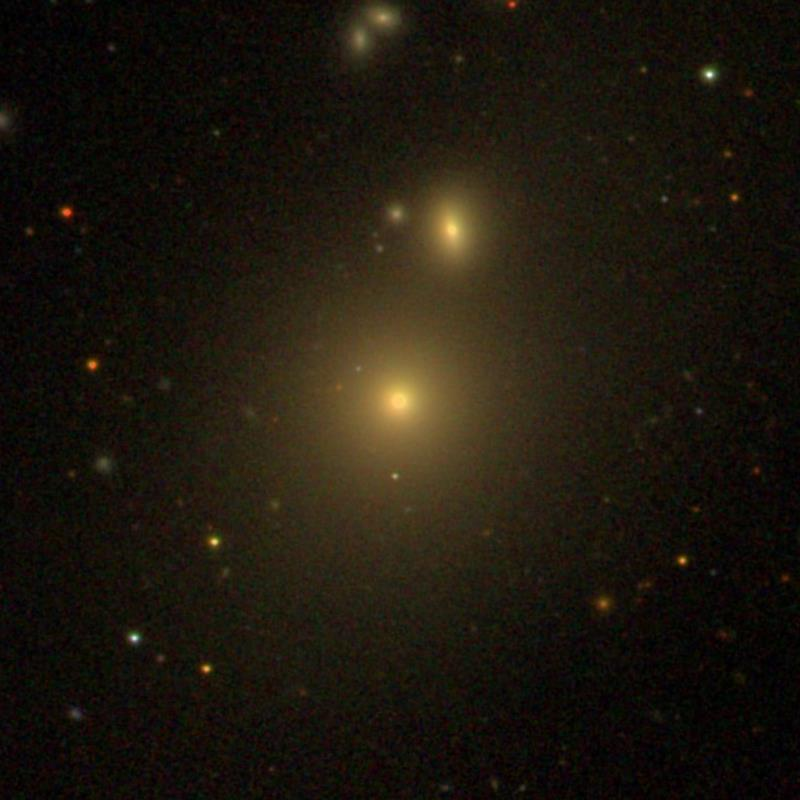
NGC 3862 e IC 2955 (in alto)  (SDSS DR14)
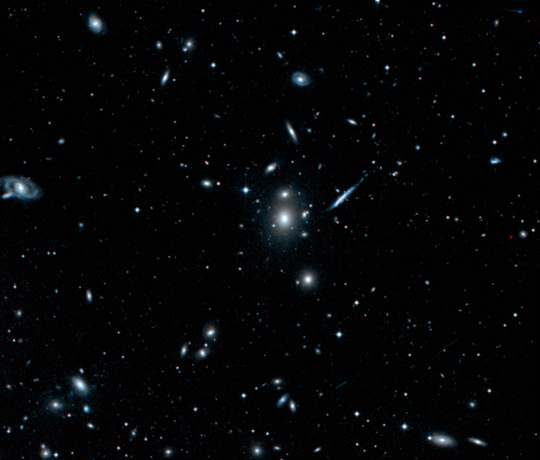